# Warwick Smith
Warwick Leslie Smith est un homme politique australien, membre du Parti libéral à la Chambre des représentants australienne de décembre 1984 à mars 1993, puis de mars 1996 à octobre 1998.

## Études et carrière
Smith étudie à la Launceston Church Grammar School et à l'université nationale australienne, où il suit des cours de droit, d'histoire et de sciences politiques. En 1979, il obtient une licence de droit (Bachelor of Laws) de l'université de Tasmanie. Il exerce ensuite comme solliciteur en Tasmanie. Élu au Parlement en 1984, Smith occupe par la suite deux postes ministériels au sein du gouvernement de John Howard : Ministre des Sports, des Territoires et des Collectivités locales de mars 1996 à octobre 1997, puis Ministre des Services à la famille jusqu'en octobre 1998.
Smith perd son siège lors des élections fédérales australiennes de 1998 face à la candidate de l'ALP, Michelle O'Byrne. Depuis, il occupe plusieurs postes de direction dans le secteur privé. Il est notamment directeur exécutif de Macquarie Bank et président de l'Australia China Business Council. Il est président d'ANZ Nouvelle-Galles du Sud et président du conseil consultatif d'Australian Equity Group, une société d'investissement détenue par Kerry Stokes. 